# Orthosia grisescens
Orthosia grisescens är en fjärilsart som beskrevs av Márton Hreblay och Ronkay 1998. Orthosia grisescens ingår i släktet Orthosia och familjen nattflyn. Inga underarter finns listade i Catalogue of Life.